# 120 Lachesis
120 Lachesis је астероид главног астероидног појаса са пречником од приближно 174,10 km.
Афел астероида је на удаљености од 3,298 астрономских јединица (АЈ) од Сунца, а перихел на 2,934 АЈ.
Ексцентрицитет орбите износи 0,058, инклинација (нагиб) орбите у односу на раван еклиптике 6,954 степени, а орбитални период износи 2009,529 дана (5,501 година).
Апсолутна магнитуда астероида је 7,75 а геометријски албедо 0,046.
Астероид је откривен 10. априла 1872. године.